# Карелій
Карелій (рос. карелий, англ. Carelian, нім. Karelikum n) — підрозділ докембрію Балтійського щита, який відповідає нижньому протерозою. Вік в інтервалі 2,6-1,65 млрд років тому. Аналоги карелію виділяють на всіх материках, особливо вони поширені в Канаді під назвою афебій.